# Stefanie Sargnagel

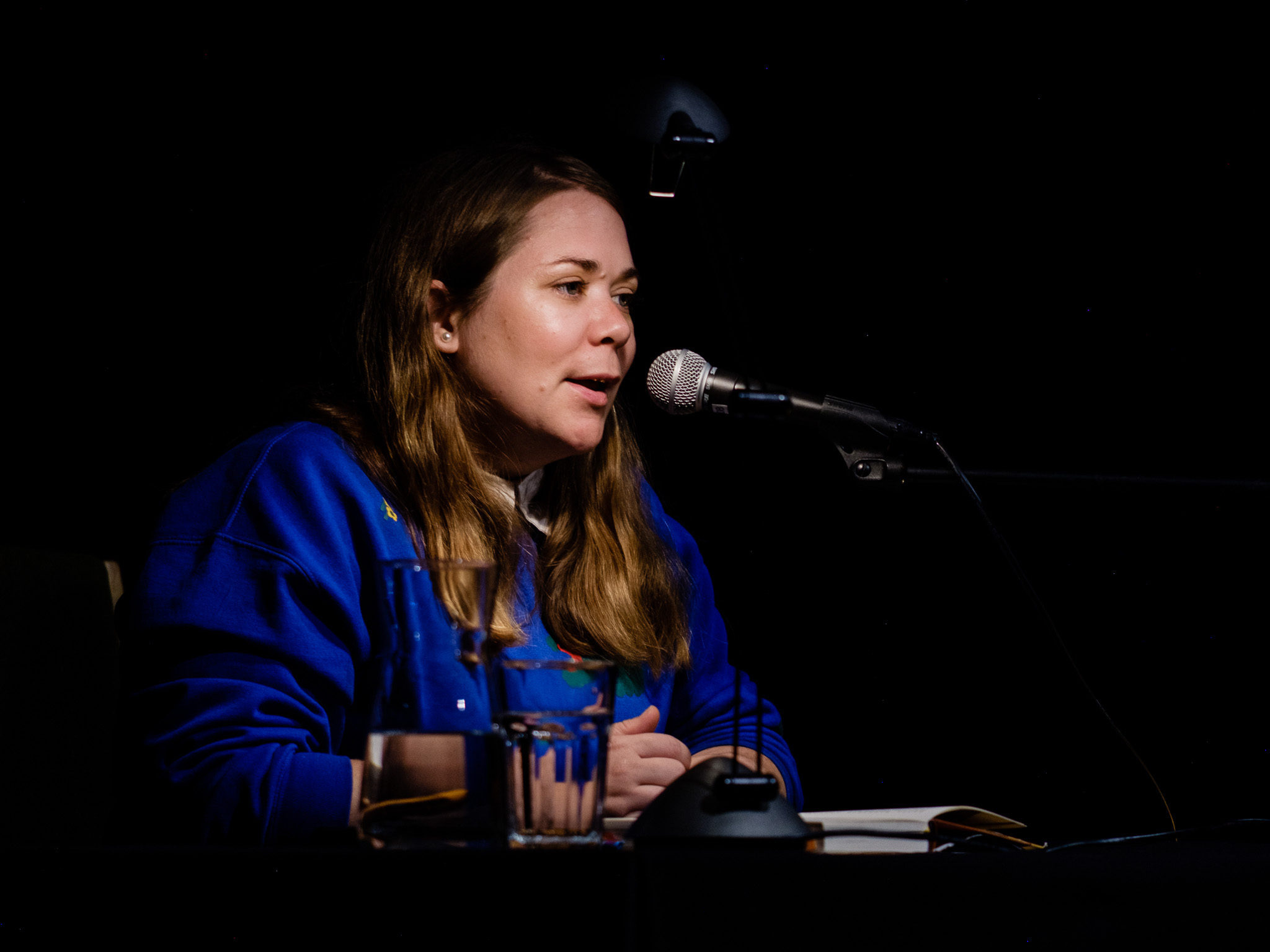
Stefanie Sargnagel liest im OKH Vöcklabruck aus Iowa (2024)

Stefanie Sargnagel (bürgerlich Stefanie Sprengnagel, * 14. Jänner 1986 in Wien) ist eine österreichische Schriftstellerin und Cartoonistin.

## Leben
Stefanie Sprengnagel ist die Tochter einer Krankenschwester und eines Installateurs. Sie wuchs bei ihrer Mutter in Wien-Hernals auf. Nachdem sie das Gymnasium in Währing im Jahr vor der Matura verlassen hatte, begann sie ein Studium der Freien Kunst bei Daniel Richter an der Akademie der bildenden Künste Wien.
Unter ihrem Künstlernamen Stefanie Sargnagel veröffentlichte sie Texte und Cartoons im Standard, dem Falter, der Süddeutschen Zeitung, bei Vice und im Bayerischen Rundfunk. Themen waren u. a. der Bachmannpreis, der Wiener Opernball und das FPÖ-Oktoberfest. Bis 2013 gab sie das Fanzine Extrem Deprimierende Zines heraus.  Sargnagel gehört zur Burschenschaft Hysteria, einer feministischen Gruppe, die Burschenschaften parodiert und u. a. durch Aktionen auf dem Wiener Akademikerball auf sich aufmerksam machte. Auf Einladung der Jurorin Sandra Kegel nahm sie am Wettbewerb zum Ingeborg-Bachmann-Preis 2016 teil, bei dem sie den mit 7000 Euro dotierten BKS-Bank-Publikumspreis erhielt. Außerdem wurde sie damit von Mai bis September 2017 Klagenfurter Stadtschreiberin. Im September begleitete Sargnagel ein Sea-Watch-Team auf Lampedusa und veröffentlichte darüber eine Reportage im Standard.

## Werk

### Bücher mit Texten aus Sozialen Medien
Seit den späten 2000er Jahren veröffentlicht Sargnagel Texte als Facebook-Statusmeldungen und Tweets auf Twitter, wo sie seit 2009 unter dem Account stefansargnagel aktiv ist. Sargnagels erstes Buch Binge Living. Callcenter-Monologe (2013) versammelt Beiträge zwischen 2008 und 2013. Es geht darin unter anderem um eine Balkanreise per Autostop und eine Fahrt zur Büromesse Paperworld nach Frankfurt, um eine beendete Beziehung und das Trinken in Wiener Beisln. Das Buch enthält außerdem Texte über ihre Arbeit als Angestellte eines Telefonauskunft-Callcenters ab dem Jahr 2011. Als Pseudonyme für ihre Callcenter-Texte verwendet sie die Namen „Steffi Fröhlich“ oder „Stefanie Fröhlich“. In ihrem Beruf verwendete sie ein weiteres Pseudonym.
Seit 2014 verfasst Sargnagel ihre Texte vermehrt mit einem Smartphone. In ihrem 2014 erschienenen Buch In Zukunft sind wir alle tot mit weiteren Callcenter-Texten kündigt sie an, ihr nächstes Buch werde „Apfel für Allah“ heißen, eine Anspielung auf das Internet-Tagebuch Abfall für alle (1998) von Rainald Goetz. 2015 benannte sie ihren Facebook-Account in ihren bürgerlichen Namen um und folgte damit nach eigenen Angaben einer Anweisung des Unternehmens, ihren Klarnamen zu verwenden. Ihr Facebook-Account wurde 2017 kurzzeitig gesperrt. 
2017 erschien ihr Buch Statusmeldungen mit ausgewählten Facebook-Beiträgen von zwischen 2015 und 2017 im Rowohlt-Verlag. Darin beschreibt sie das Ende ihrer Callcenter-Tätigkeit sowie den Kontakt zu Geflüchteten während der Flüchtlingskrise 2015. 2019 setzte sie in Reaktion darauf, dass die Satirefigur Hyäne Fischer Österreich nicht beim Eurovision Song Contest vertreten würde, den Tweet „Österreich, du dummes Huankind, ich kill dich.“ ab. Daraufhin wurde ihr Twitter-Account zeitweise gesperrt.

### Visuelle Arbeiten
2018 veröffentlichte Sargnagel die durch Crowdfunding finanzierte, zusammen mit Benjamin Urbanek produzierte Comicserie Die normale Show auf YouTube, für die sie die Grafiken mit Photoshop zeichnete und Texte einsprach. Auf ihrer Website verkauft sie unter anderem bedruckte T-Shirts und Taschen mit ihren Zeichnungen.

### Theater
Stefanie Sargnagels Theaterdebüt JA, EH! Beisl, Bier und Bachmannpreis 2017 im Wiener Rabenhof Theater, in der Inszenierung von Christina Tscharyiski, gewann den Publikumspreis beim Radikal Jung Festival und wurde zum Heidelberger Stückemarkt eingeladen. 2017 wurde JA, EH! für den Nestroy-Theaterpreis als Beste OFF-Produktion nominiert. Ihre Tätigkeit als Dramatikerin setzte sie mit Christina Tscharyiski im Rabenhof Theater 2022 mit HEIL. Eine energetische Reinigung und 2025 mit OPERNBALL. Walzer, Wein und Wohlstandsbauch fort.
Stefanie Sargnagel schrieb im Auftrag des Schauspielhauses Graz die Couplets für die Nestroy-Posse Einen Jux will er sich machen. Die Premiere fand im Dezember 2018 statt. Auf dem Oktoberfest 2019 recherchierte sie für den Text Am Wiesnrand, dessen Inszenierung von Christina Tscharyiski im Januar 2020 am Münchner Volkstheater uraufgeführt wurde. Als Szenenbild diente ein bühnenfüllender Bierbauch. Auszüge des Texts wurden später im Standard und in der Süddeutschen Zeitung veröffentlicht. Im September 2020 hatte die Produktion Iphigenie. Traurig und geil im Taurerland in der Inszenierung von Lucia Bihler an der Berliner Volksbühne Premiere. Darin wurde das Drama Iphigenie in Aulis von Euripides mit Texten von Sargnagel, unter anderem aus Statusmeldungen, kombiniert. Im September 2021 wurde das von ihr zusammen mit Lydia Haider, Barbi Marković und Maria Muhar als „Wiener Grippe / KW77“ verfasste Stück Tuntschi. Eine Häutung über das Sennentuntschi an den Bühnen Bern uraufgeführt. 2023 spielte sie in Christiane Rösingers Stück „Die große Klassenrevue“ im Berliner Hebbel am Ufer.

### RomanDicht(2020)

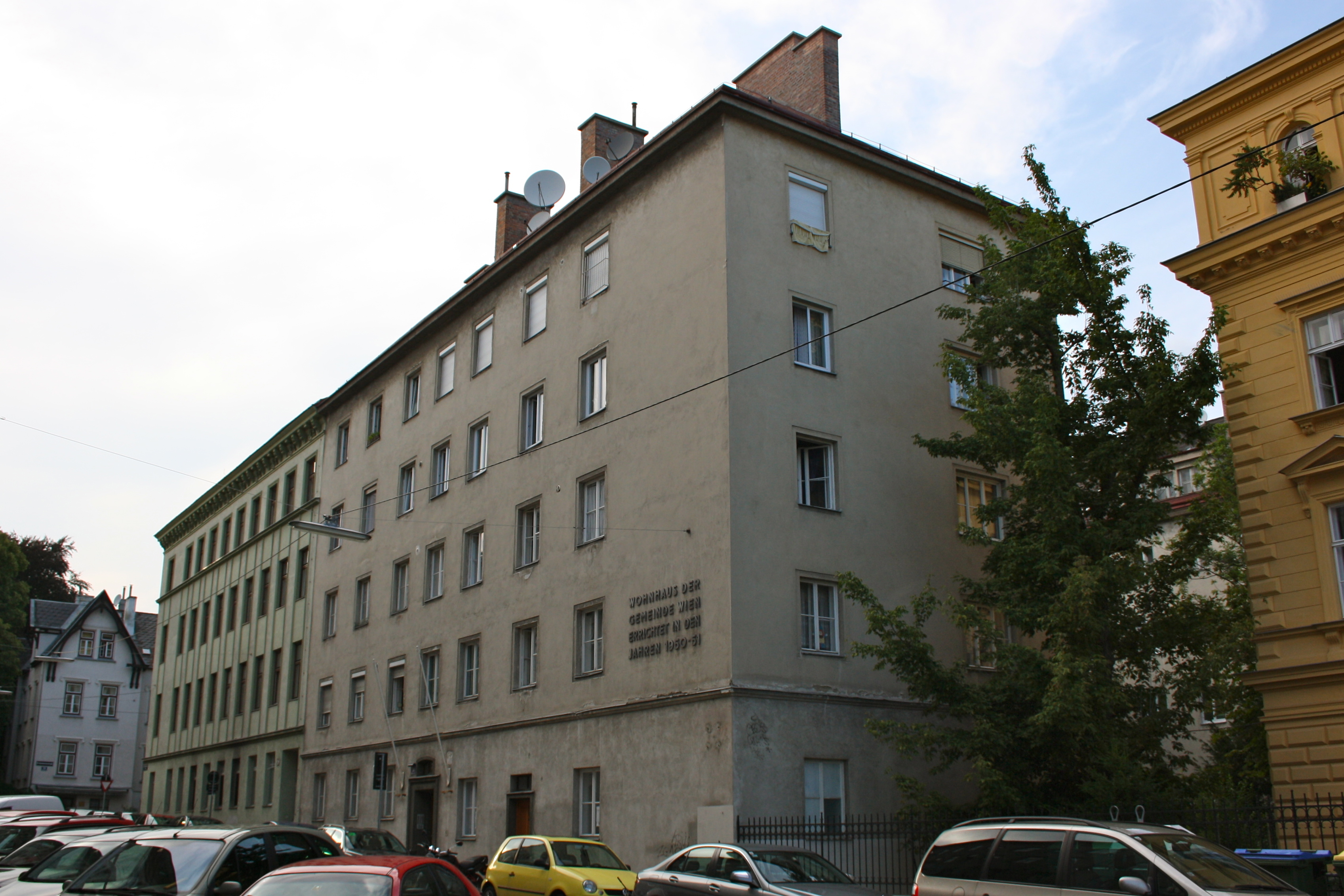
Gemeindebau in der Michaelerstraße 30, Schauplatz des Romans Dicht (2020)

2020 veröffentlichte Sargnagel ihren ersten Roman Dicht. Aufzeichnungen einer Tagediebin. In dem autofiktionalen Werk erzählt die Ich-Erzählerin von ihrer Gymnasialzeit im Wiener Bezirk Währing sowie von der Freundschaft zu einem HIV-positiven Drogenabhängigen, der in einem Gemeindebau in der Michaelerstraße lebt. Das Buch erreichte Platz 2 der Bestsellerliste des Österreichischen Buchhandels. Der Roman Dicht sei eine „Ode an Outsider“ und eine „Hommage an die Unerschrockenheit der Jugend“, schrieb Jens Uthoff in der taz, der Sargnagels „direkte, kein Blatt vor den Mund nehmende Sprache“ lobte. Stephan Hilpold vom österreichischen Standard schrieb: „In lakonischem Tonfall, aber mit großem Sprach- und Beobachtungswitz erzählt sie von Teenagerjahren im Zeichen der Verweigerung.“ Ein Generationenbuch sei Dicht nicht, aber „der Beweis, dass Stefanie Sargnagel auch in der Langform“ funktioniere.

### Iowa. Ein Ausflug nach Amerika(2023)
In ihrem autofiktionalen Buch Iowa. Ein Ausflug nach Amerika erzählt Sargnagel von einer Reise nach Amerika im Jahr 2022. Es basiert auf ihrer Teilnahme am Writer-in-Residence Program des Grinnell College in Grinnell, Iowa. Sargnagel soll im Buch an einem Kleinstadtcollege Creative Writing unterrichten. Gemeinsam mit der Musikerin Christiane Rösinger fliegt sie in den mittleren Westen. Ihre Erlebnisse arbeitet Sargnagel humoristisch auf, Rösinger ergänzt korrigierende Fußnoten. Mit Iowa stand Sargnagel 2024 auf der Longlist des Deutschen Buchpreises.

## Rezeption
Sargnagel wurde mit Josef Hader und Thomas Bernhard verglichen. Laut Marie-Luise Goldmann lässt sie sich „einreihen in die lange Tradition der Kultur schaffenden Österreichhasser.“
Sargnagels Markenzeichen war lange eine rote Baskenmütze. Ihre Mütze (österreichisch Pullmankappe) war 2016 in der Ausstellung „Chapeau! Eine Sozialgeschichte des bedeckten Kopfes“ des Wien Museums zu sehen.
Anfang 2021 gehörte Sargnagel zu den Erstunterzeichnern der Kampagne Zero Covid. Bei einer Gegendemonstration während der Proteste gegen die Maßnahmen zur COVID-19-Pandemie in Österreich im Dezember 2021 hielt sie eine Rede gegen „Nippies“ (ein Kofferwort aus ‚Nazis‘ und ‚Hippies‘), bei der sie den Slogan „Nippies in die Klangschalen scheißen“ verwendete.

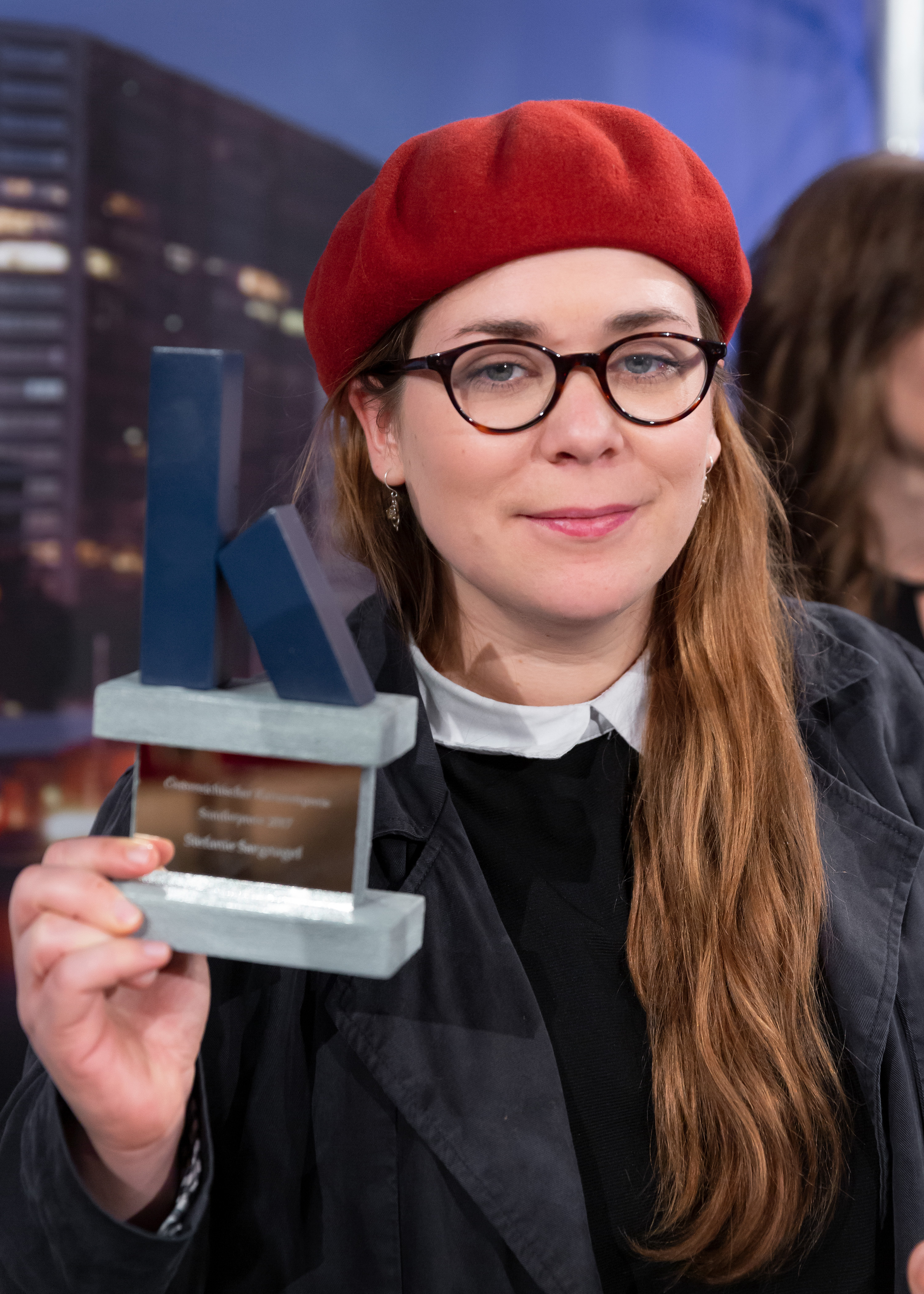
Sargnagel mit dem Österreichischen Kabarettpreis 2017

## Auszeichnungen
- 2019: Förderpreis des Sondermann-Preises für komische Kunst[37]
- 2017: Österreichischer Kabarettpreis – Sonderpreis
- 2016: Publikumspreis im Rahmen des Ingeborg-Bachmann-Preises 2016[38]
- 2022: Prix Pantheon – Jurypreis Frühreif & Verdorben[39]
- 2024: Longlist Deutscher Buchpreis für Iowa. Ein Ausflug nach Amerika[40]
- 2025: Förderpreis Komische Literatur[41]
- 2025: Bremer Literaturpreis[42]

## Bücher
- Binge Living: Callcenter-Monologe. redelsteiner dahimène edition, Wien 2013, ISBN 978-3-9503359-6-5
- In der Zukunft sind wir alle tot. Neue Callcenter-Monologe. mikrotext, Berlin 2014, ISBN 978-3-944543-37-6 (Print) / ISBN 978-3-944543-13-0 (E-Book)
- Fitness. redelsteiner dahimène edition, Wien 2015, ISBN 978-3-9503359-8-9.
- Statusmeldungen, Rowohlt, Reinbek 2017, ISBN 978-3-498-06444-0.
- Der allerletzte Tag der Menschheit: Jetzt ist wirklich Schluss!, Illustrationen zum Buch von Hosea Ratschiller, Holzbaum Verlag, Wien 2017, ISBN 978-3-902980-66-3
- Dicht. Aufzeichnungen einer Tagediebin, Rowohlt, Hamburg 2020, ISBN 978-3-498-06251-4
- Iowa: Ein Ausflug nach Amerika, Rowohlt, Hamburg 2023, ISBN 978-3-498-00340-1

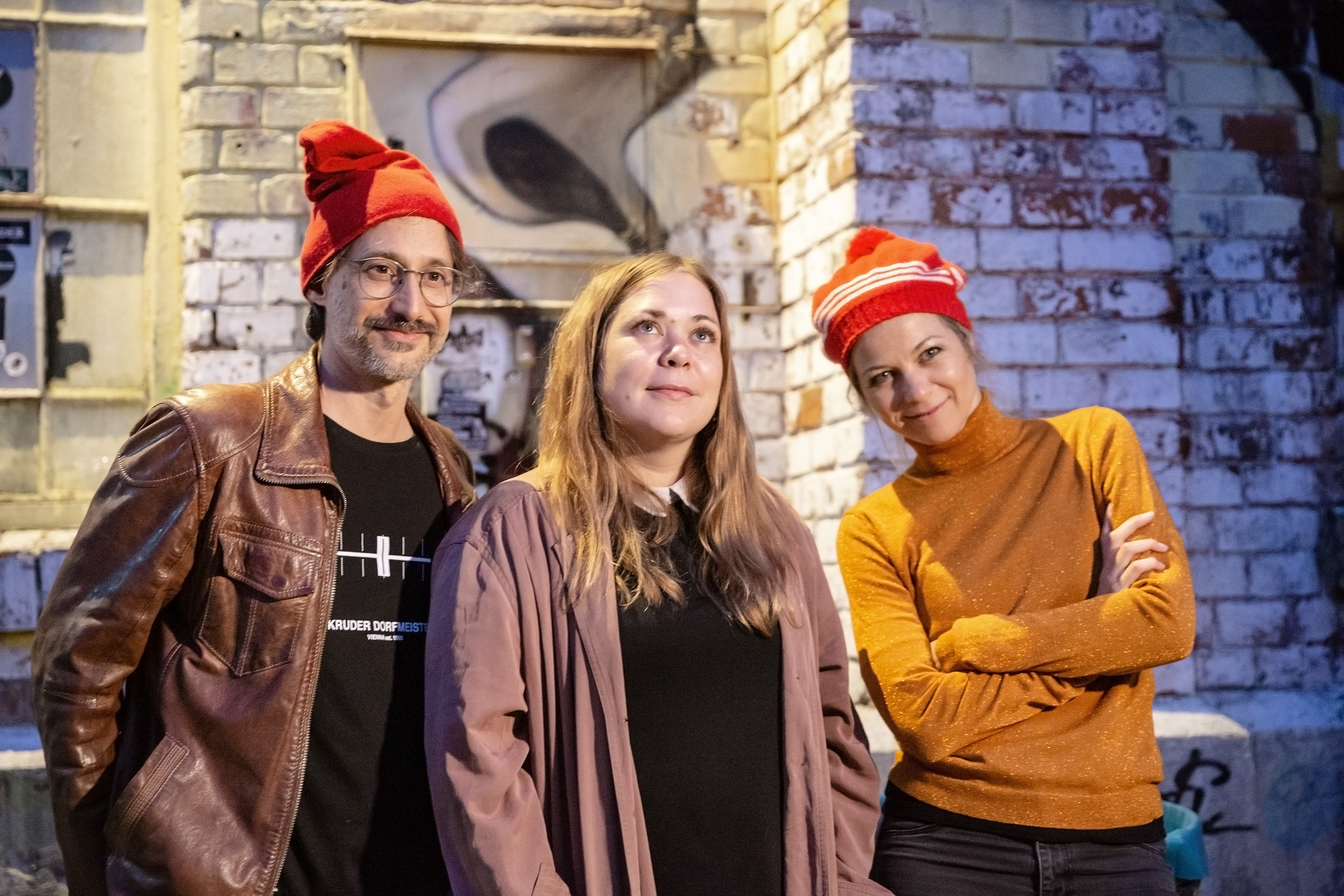
Sargnagel mit Hilde Dalik und Michael Ostrowski bei der FM4-Premiere von Sargnagel – Der Film (2021)

## Film
- Glossary of Broken Dreams (2018; Sargnagel spielt sich selbst)
- Sargnagel – Der Film (2021), Spielfilm von Gerhard Ertl und Sabine Hiebler
- Vienna Calling (2023), Dokumentarfilm von Philipp Jedicke[43]
- 80 Plus (2024; Alternativtitel Toni und Helene)